# Bostrychopsebium
Bostrychopsebium is een kevergeslacht uit de familie van de boktorren (Cerambycidae). De wetenschappelijke naam van het geslacht werd voor het eerst geldig gepubliceerd in 1971 door Quentin & Villiers.

## Soorten
Bostrychopsebium omvat de volgende soorten:
- Bostrychopsebium erythraeense Quentin & Villiers, 1971
- Bostrychopsebium transvaalense Quentin & Villiers, 1971
- Bostrychopsebium usurpator Holzschuh, 1989